# اتوگی
اتوگی (Ottogi / 주식회사 오뚜기) یک شرکت تولید مواد غذایی است که دفتر مرکزی آن در آنیانگ سی، گیونگی دو، کره جنوبی قرار دارد. این یکی از بزرگترین شرکتهای غذایی در کره است و همچنین در KOSPI 200 ذکر شده‌است.